# Pseudosyngria colligata
Pseudosyngria colligata är en fjärilsart som beskrevs av Saalmüller 1891. Pseudosyngria colligata ingår i släktet Pseudosyngria och familjen mätare. Inga underarter finns listade.